# NINO-Rohgewebelager

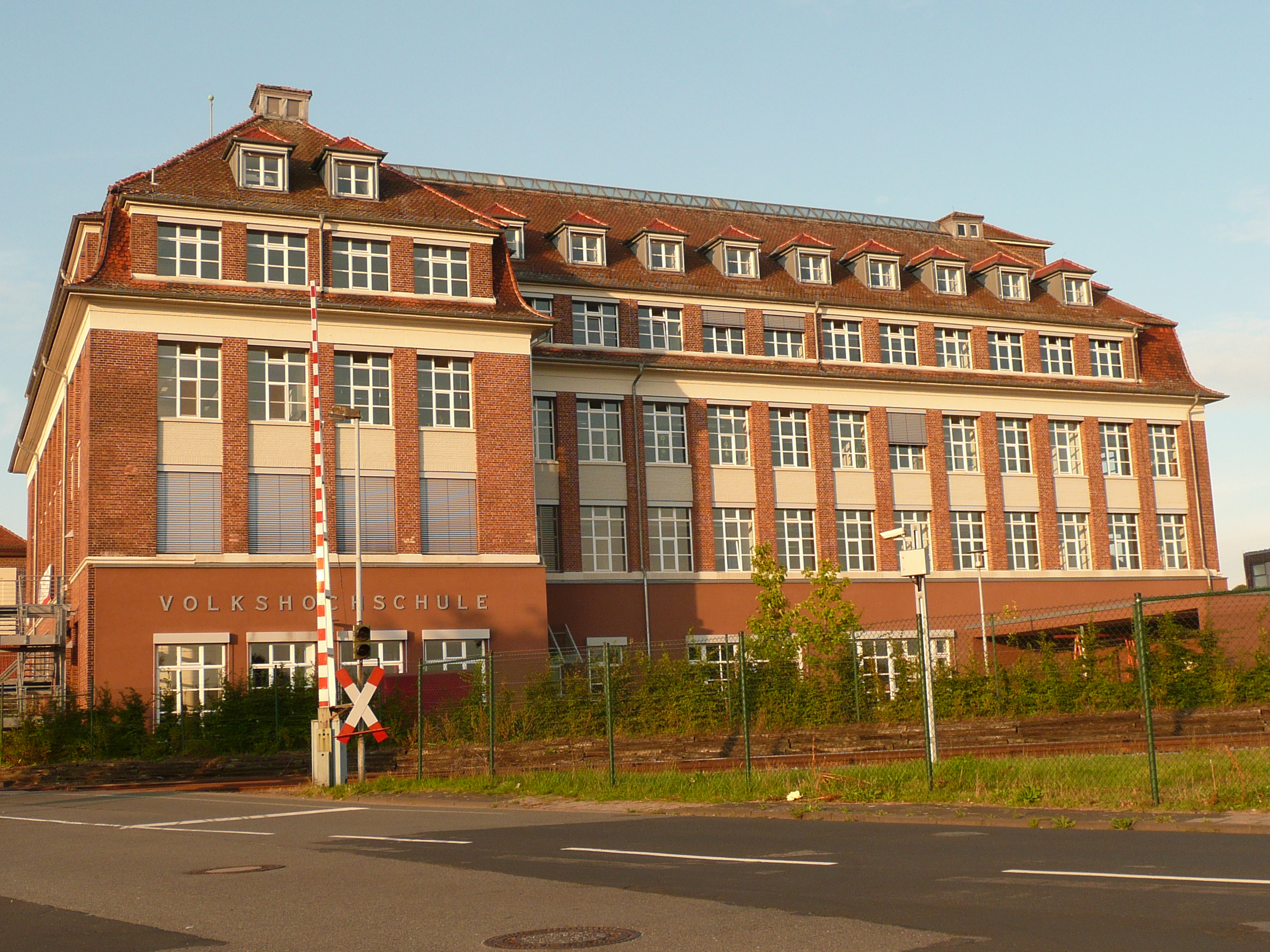
Das ehemalige NINO-Rohgewebelager

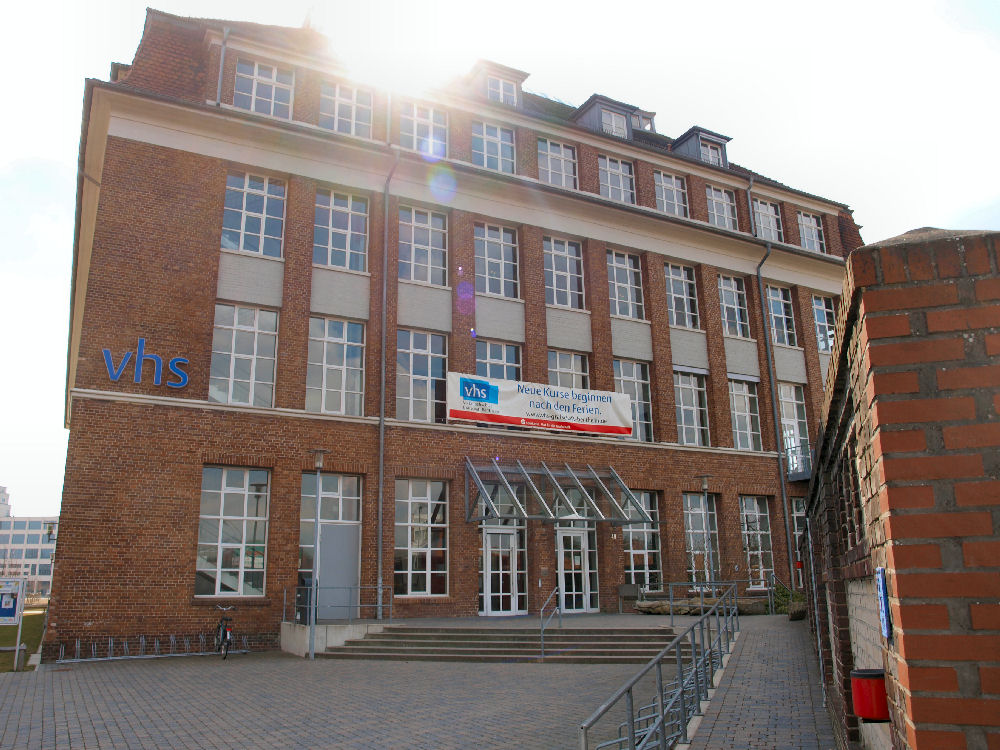
Rohgewebelager, Eingang Volkshochschule

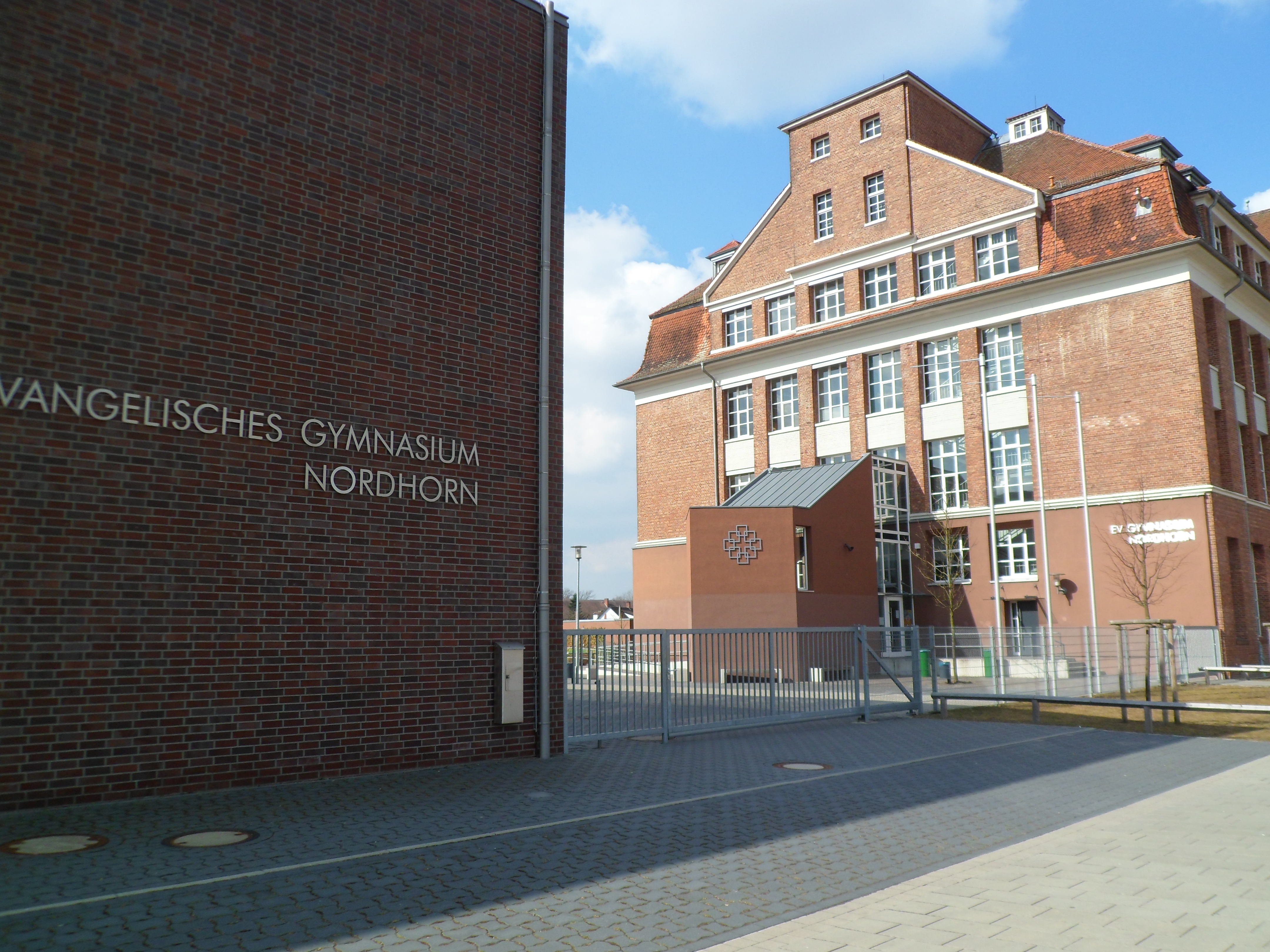
Gymnasiums-Bereich mit Anbau

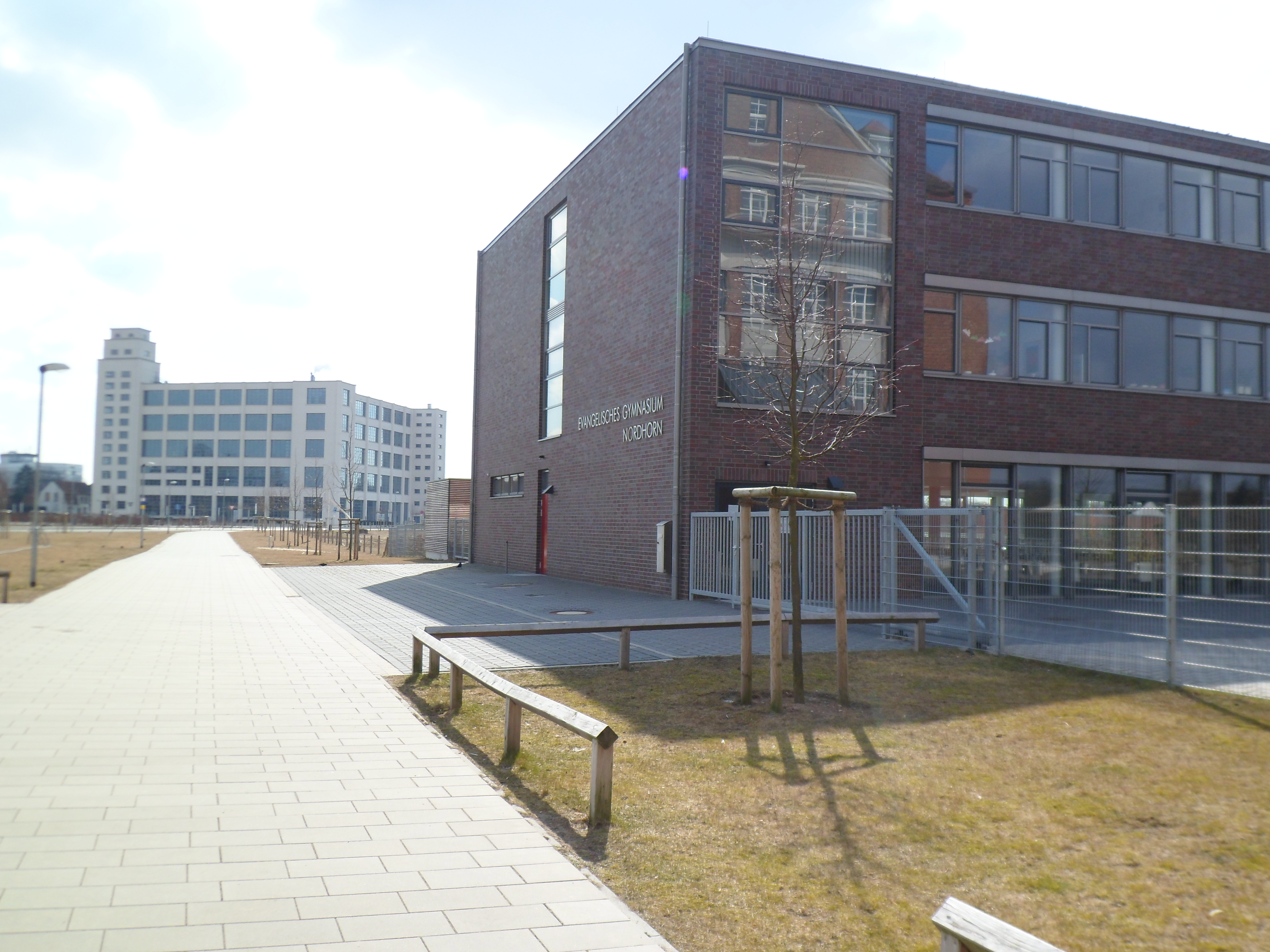
Anbau des Gymnasiums (mit dem Spinnereihochbau im Hintergrund)

Das Ehemalige Rohgewebelager in Nordhorn wurde von dem Stuttgarter Industriearchitekt Philipp Jakob Manz entworfen und 1921/22 für die Firma Niehues & Dütting, später NINO AG, errichtet. Es steht unter Denkmalschutz und ist Teil des NINO-Wirtschaftsparks.
2002/03 wurde das Gebäude unter weitgehender Erhaltung seines äußeren Erscheinungsbilds saniert und beherbergt seither die Nordhorner Volkshochschule. 2007 erhielt das Gebäude einen modernen Anbau sowie Außenanlagen für das Evangelische Gymnasium Nordhorn.

## Geschichte
Das Rohgewebelager war Teil des umfangreichen Fabrikkomplexes des später als NINO AG bekannt gewordenen einstigen Konzerns aus der textilen Blütezeit Nordhorns, das der Industriearchitekt Manz für das ursprünglich unter dem Namen Baumwoll-Buntspinnerei und -weberei Niehues & Dütting firmierende Unternehmen entwarf.
Das Gebäude mit seinen schlichten, neoklassizistischen Fassaden wurde am nördlichen Zugang des Fabrikgeländes zwischen der dort beginnenden Werkstraße und den Gleisen der Bentheimer Eisenbahn platziert. Es wurde als viergeschossiges Kopfgebäude unter Mansard-Walmdächern errichtet und bestand aus einem an der Nordseite ausgerichteten breiten Baukörper, der mit zwei tieferen und zusammen etwas schmäleren Gebäudeteilen verbunden war.
Als das Unternehmen 1994/96 in Konkurs ging, musste für den gesamten, rund 20 Hektar großen in unmittelbarer Innenstadtlage gelegenen ehemaligen Fabrikkomplex, auf dem sich auch das ehemalige Rohgewebelager befand, eine neue Nutzung gefunden werden, bevor das Areal zur Industriebrache wurde. Daraus entstand der NINO-Wirtschaftspark mit dem Spinnereihochbau als Wahrzeichen und „überregionales Kompetenzzentrum und Netzwerk für die Wirtschaft“, das von dem Evangelischen Gymnasium und der Volkshochschule im Rohgewebelager sowie dem alten  Verwaltungsgebäude mit Ballenlager umrahmt wird.

## Volkshochschule und evangelisches Gymnasium
Nach dem Umbau des Rohgewebelagers fand die Nordhorner Volkshochschule hier ihren neuen Sitz, die bis dahin an fünf verschiedenen Standorten in Nordhorn verstreut war. Mit dieser Nutzung konnte gut die Hälfte der Nutzfläche (3.250 von insgesamt 6.100 m2) belegt werden.
Mit Beginn des Schuljahres 2004/05 richtete das Gymnasium am Stadtring zunächst eine Außenstelle in den restlichen Räumlichkeiten ein. 2007 wurden die Architekten Breidenbend und Pena mit dem Neubau, den Umbauarbeiten und der Schaffung von Außenanlagen für das Gymnasium auf diesem Gelände beauftragt.
Es wurden 130 Räume auf rund 3.300 Quadratmetern geschaffen, von denen 26 als Unterrichtsräume genutzt werden. Ein großer Vortragsraum hat Platz für 120 Personen. Der Einzug des Evangelischen Gymnasiums erfolgte schließlich zum Schuljahr 2008/09.